# Olympiáda (Mysliveček)
Olympiáda (v italském originále L'Olimpiade) je italská opera ve třech dějstvích českého skladatele Josefa Myslivečka. Byla složena na jedno z nejpopulárnějších libret italského básníka Pietra Metastasia, které bylo poprvé provedeno roku 1733 s hudbou Antonia Caldary. Při zpracování této látky Mysliveček libreto patrně zkrátil a upravil podle stávajícího vkusu, tyto úpravy však nelze spolehlivě identifikovat. Tato opera (a všechny ostatní Myslivečkovy opery) náleží k žánru vážné opery nazývanému v italštině opera seria. Stejné libreto zpracovali i další autoři: Antonio Vivaldi (1734), Giovanni Battista Pergolesi (1735), Florian Leopold Gassmann (Olympiáda, 1764) či Gaetano Donizetti (1817, nedokončeno).

## Vznik a historie díla
Opera Olympiáda byla poprvé provedena v neapolském divadle Teatro San Carlo dne 4. listopadu 1778, na jmeniny španělského krále Karla III., bývalého vládce Neapolského království, jehož narozeniny a jmeniny byly stále slaveny operními inscenacemi i za vlády jeho syna Ferdinanda. Je to nepochybně jedno z nejlepších zhudebnění tohoto Metastasiova libreta. Soudobé kritiky chválily zejména skladatelovo zpracování árie "Se cerca, se dice", kterou při premiéře zpíval kastrát Luigi Marchesi, Myslivečkův blízký přítel a profesní spolupracovník.
Rovněž Myslivečkova Olympiáda se dočkala novodobého uvedení, a to v Národním divadle moravskoslezském v roce 2005 v režii Luďka Golata a pod taktovkou Jana Šrubaře. Inscenace se hrála v českém překladu Jiřího Jorana.
V původním italském znění byla nastudována inscenace vzniklá v koprodukci Národního divadla v Praze, Théâtre de Caen, Opéra de Dijon a Grand Théâtre de Luxembourg. Režii měla Ursel Herrmann, hudebně nastudoval a dirigoval Václav Luks se svým souborem Collegium 1704. Premiéra inscenace se konala v Národním divadle 30. dubna 2013.

## Osoby a první obsazení
| Osoba | Hlasový obor     | Premiéra (4. listopadu 1778)         |
| --- | ---------------- | ------------------------------------ |
| Kleisthénes (Clistene), král sikyónský                                                                        | tenor            | Giovanni Ansani                      |
| Aristeia (Aristea), jeho dcera, již miluje Mégaklés                                                           | soprán           | Giuseppa Maccherini Ansani           |
| Mégaklés (Megacle), zamilovaný do Aristei, přítel Lýkida                                                      | soprán (kastrát) | Luigi Marchesi                       |
| Lýkidas (Licida), považovaný za syna krétského krále, zamilovaný do Aristei, přítel Mégakla                   | soprán (kastrát) | Pietro Muschietti                    |
| Argénis (Argene), krétská šlechtična převlečená za pastýřku pod jménem Lýkoris (Licori), zamilovaná do Lýkida | soprán           | Geltrude Flavis                      |
| Amintas (Aminta), vychovatelka Lýkida                                                                         | bas              | Giacinto Perrone                     |
| Alkandros (Alcandro), důvěrník Kleisthénův                                                                    | soprán           | Antonia Rubinacci (v kalhotové roli) |

## Děj opery
Děj italských vážných oper 18. století je téměř vždy zasazen do vzdálené nebo legendární minulosti a postaven kolem historických, pseudohistorických nebo mytologických postav. Metastasiova Olympiáda je velmi netypická tím, že je pojmenována po události, nikoli po jedné z postav, a to v tomto případě po olympijských hrách antického Řecka. Metastasiova libreta obvykle popisují milostné zápletky ústící ve svatbu. Zdánlivě neřešitelná dilemata, jež brání postavám ve sňatku v průběhu dramatu, se těsně před koncem vyřeší. Obvykle dochází ke dvěma svatbám, jako v tomto dramatu.

### Události, které se odehrály před začátkem děje opery
Sikyónskému králi Kleisthénovi se narodily dvě děti: dcera Aristea a syn Filintes. Protože věštba předpověděla, že se syn pokusí zavraždit svého otce, pověřil král svého rádce Alcandra, aby syna utopil v moři. Alcandro ale ze soucitu ortel neprovedl a dítě daroval neznámé ženě. Tou ženou byla Amintas, důvěrnice krétského krále. Ten neměl syna a proto přijal nalezeného chlapce a vychoval jej jako následníka krétského trůnu pod jménem Lýkidas.

### 1. dějství
Mégaklés přichází do Sikyónu právě včas, aby se zúčastnil olympijských her jménem svého přítele Lýkida, který mu kdysi zachránil život. Aniž o tom však Mégaklés ví, je Lýkidas zamilovaný do Aristei, jejíž ruku nabízí princeznin otec, král Kleisthénes, vítězi letošních her. Lýkidas, který byl kdysi zasnouben s krétskou princeznou Argénis, neví, že Mégaklés a Aristeia jsou již do sebe zamilováni, a teprve nyní prozrazuje příteli, co je skutečnou cenou za vítězství v závodu. Aristeia a Mégaklés se po dlouhém odloučení láskyplně vítají, ale Mégaklés se nyní cítí vázán soutěžit jménem Lýkida; Aristeia je jeho váháním zmatena. Mezitím do Olympie přichází Argénis v převlečení za pastýřku s úmyslem znovu získat Lýkida.

### 2. dějství
Mégaklés vyhrál hry, prozradí Aristei pravdu a se zlomeným srdcem odchází. Když Lýkidas přichází uplatnit právo vítěze na Aristeinu ruku, princezna mu činí výčitky - a totéž převlečená Argénis. Amintas, Lýkidova vychovatelka, přináší zprávu, že se Mégaklés utopil, a král Kleisthénes, který se o záměně dozvěděl, Lýkida vyhání.

### 3. dějství
Argénis zabrání zoufalé Aristei v sebevraždě, Mégakla zachrání před utonutím rybář a Lýkidas, jenž hodlá dosíci svého, zamýšlí zavraždit krále. Aristeia Kleisthéna žádá o milost pro Lýkida a Argénis nabízí, že ponese trest místo něho. Aby krále přesvědčila o tom, že je princezna, ukáže mu řetěz, který jí daroval Lýkidas. Kleisthénes v něm rozpozná šperk, který patřil jeho synu pohozenému v dětství na základě věštby, že se z něj stane otcovrah. Král se však s Lýkidem smíří a uvede jej do patřičného stavu. Lýkides se vrací k Argénis a nechává svou sestru Mégaklovi.

## Nahrávky
- árie: „Se cerca, se dice“, Arias for Luigi Marchesi. Glossa: 2015. Stile galante, dir. Stefano Aresi, sol. Ann Hallenberg
- L’olimpiade. Naxos: 2014. Orchestra e coro del Teatro communale di Bolonga, dir. Oliver von Dohnányi. Sol. P. Chakar, Y. Watanabe, E. Tanaka, M. T. Leva, C. Vistoli, S. Akhmetova, P. Scircoli
- árie: "Del destin non vi lagnate", L’Olimpiade: The Opera. Naive: 2012. Venice Baroque Orchestra, dir. Markellos Chryssicos, sol. Nicholas Phan
- árie "Non più si trovano", "Che non mi disse",  Le bele immagini: Mozart / Gluck / Mysliveček. Deutsche Grammophon: 2001. Pražská komorní filharmonie, dir. Michel Swierczewski, sol. Magdalena Kožená
- předehru opery nahrála rakouská dirigentka Michi Gaiggová a L'Orfeo Baroque Orchestra, vydal CPO Records.